# Maechidius squamipennis
Maechidius squamipennis är en skalbaggsart som beskrevs av Lea 1917. Maechidius squamipennis ingår i släktet Maechidius och familjen Melolonthidae. Inga underarter finns listade i Catalogue of Life.